# Мезенка
Ме́зенка (рос. Мезенка) — присілок у складі Ішимського району Тюменської області, Росія.
Населення — 435 осіб (2010, 453 у 2002).
Національний склад станом на 2002 рік:
- росіяни — 90 %